# Santa Cruz da Conceição

Vị trí của Santa Cruz da Conceição trong bang São Paulo

Santa Cruz da Conceição là một đô thị ở bang São Paulo, Brasil. Santa Cruz da Conceição có dân số (năm 2007) là 3.872 người, diện tích là 149,432 km², mật độ dân số 26,6 người/km², nằm cách thủ phủ bang, São Paulo 645 km. Theo điều tra năm 2000, Santa Cruz da Conceição có:
- Tổng dân số 3531 người, trong đó, dân số thành thị: 1934, nông thôn: 1597 người.
- Nam giới: 1806, nữ giới: 1725 người.
- Mật độ dân số 23,63 người/km².
- Tuổi thọ bình quân: 72,53 năm.
- Tỷ lệ trẻ dưới 1 tuổi tử vong (trên 1 triệu): 13,51
- Tỷ lệ biết đọc biết viết: 92,29% dân số.
- Chỉ số phát triển con người: 0,803
- Tỷ lệ sinh (trẻ/bà mẹ): 1,91